# 光ミュージアム
光ミュージアム（ひかるミュージアム）、旧名称光記念館（ひかるきねんかん）は、日本岐阜県高山市中山町175にある総合博物館である。事業主体は一般財団法人光ミュージアム。公開承認施設であり、県の登録博物館である。

## 沿革
1999年（平成11年）4月8日、崇教真光が始祖と仰ぐ岡田光玉を顕彰する記念館の構想を基に美術館と考古学博物館の機能を備えた総合博物館「光記念館」として開館した。同教団の本部・総本山（上岡本町）から北へ数キロの場所に位置する。
建物は同年、中部建築賞を受賞している。2002年（平成14年）には岐阜県教育委員会から「登録博物館」の認可を得、2007年（平成19年）4月18日には文化庁から「公開承認施設」の承認を得ている。国宝・重要文化財が展示可能な施設として認可されており、公共施設として収集した博物資料や美術品を公開し、地域文化の発展向上と国際交流の推進を目的として広く一般に利用されている。
2013年（平成25年）2月27日より「光ミュージアム」に名称変更され、2017年（平成29年）11月、一般財団化し、「一般財団法人 光ミュージアム」の運営に変更された。
2022年、Vaundyが本施設でVaundy Museum Live（WOWOWライブ）を実施。

## 特色
建物はマヤ文明の建物をモチーフにしている。内装の多くは左官の挾土秀平の尽力により、2016年（平成28年）には展覧会も開いている。
展示室は大きく3つに分かれており、自然史展示室、人類史展示室、美術展示室から構成される。自然史展示室は約12000点、人類史展示室は約2000点、美術展示室は約1000点の収蔵品を有している。

### 美術
美術展示室では、浮世絵と近代日本画、洋画を展示している。浮世絵は肉筆浮世絵約420点と版画約220点を合わせて約650点ほどを収蔵。肉筆浮世絵は、かつて那須ロイヤル美術館にあった小針コレクションを、閉館後に散逸の危機から救うため一括購入したものが中核となっている。また、近代日本画は、横山大観、竹内栖鳳、上村松園、前田青邨、棟方志功など、洋画はモネやゴッホなどを所蔵している。その他に、アウレリア・ムニョスやロバート・ラウシェンバーグなどの現代アートや、市川米庵、比田井天来、手島右卿などの書のコレクションも充実している。

### 歴史・考古学
人類史展示室では、旧石器の打製石器、メソポタミア文明、ギリシャ・地中海文明、エジプト文明、インダス文明、メソアメリカ文明、中国文明、縄文土器等の古代遺物、アンデス文明の文物を展示している。
飛騨展示室には化石や岩石のほか、古代飛騨地方のジオラマや恐竜に実物大模型もある。

## 主な収蔵品

### 国宝
- 太刀 「銘 康次」[9]

### 重要文化財
太刀 「銘 了戒」

### 重要美術品
- 「月下漁夫図」 谷文晁 寛政8年
- 「猿丸集断簡（伝）藤原行成」
- 「後陽成院宸翰消息」
- 「冨嶽三十六景」葛飾北斎
- 「東海道五十三次」歌川広重
- 「名所江戸百景」歌川広重

### 肉筆浮世絵
- 「見立琴高仙人図」紙本着色 宮川長春
- 「日・龍・月」紙本着色 3幅対 葛飾北斎
- 「日蓮」葛飾北斎

### 近代日本画
- 「三美人之図」上村松園
- 「牡丹睡猫」速水御舟
- 「不二霊峰」横山大観
- 「瀑布」菱田春草
- 「罌粟」前田青邨
- 「夜桜」加山又造
- 「今様浅妻船」鏑木清方

## 交通
南200m先に「光記念館前」バス停、南東500m先に「中山町」バス停がある。
- 光記念館前バス停下車
  - 高山濃飛バスセンター（高山駅東口）から
    - 濃飛乗合自動車（濃飛バス）久美愛厚生病院方面行き（光記念館前経由）で所要9分。1日7便（土休日減便）。
    - 「のらマイカー」北線で所要20／33分。1日4便（土休日半減）。
- 中山町バス停下車
  - 高山濃飛バスセンターから「のらマイカー」西線で所要12分／44分。1日4便（土休日半減）。

## 参考資料
- 光記念館編集
  - 『光記念館 図録』 弘文社、1999年2月27日
  - 『光記念館 日本美術名品選』2010年
- 鈴木浩平 永田生慈南由紀子編集 『光ミュージアム所蔵 美を競う 肉筆浮世絵の世界』 アートシステム、2019年